# Чемпіонат Дніпропетровської області з футболу
Чемпіонат Дніпропетровської області з футболу— обласні футбольні змагання серед аматорських команд. Проводяться під егідою Федерації футболу Дніпропетровської області. Під час сезону 2021/2022 року через повномасштабне вторгнення росії в Україну турнір був тимчасово закритий, але у 2023 році знову відкрився.

## Усі переможці[1]
| Сезон    | Чемпіон                                                        | 2 місце                                         | 3 місце                             |
| 1936     | «Авангард» (м. Мелітополь)                                     |                                                 |                                     |
| 1937     | «Авангард» (м. Мелітополь)                                     | «Динамо» (м. Бердянськ)                         | «Сталь» (м. Дніпродзержинськ)       |
| 1938     | «Сталь» (м. Дніпродзержинськ)                                  |                                                 |                                     |
| 1939     | «Сталь» (м. Кривий Ріг)                                        |                                                 |                                     |
| 1945     | «Сталь» (м. Дніпродзержинськ)                                  |                                                 |                                     |
| 1946     | «Сталь» (м. Дніпродзержинськ)                                  |                                                 |                                     |
| 1947     | «Сталь» (м. Дніпродзержинськ)                                  |                                                 |                                     |
| 1948     | «Сталь» (м. Дніпродзержинськ)                                  |                                                 |                                     |
| 1949     | «Металург» (м. Дніпродзержинськ)                               |                                                 |                                     |
| 1950     | «Дзержинець» (м. Дніпродзержинськ) та «Металург» (м. Нікополь) |                                                 |                                     |
| 1951     | «Труд» (м. Дніпропетровськ)                                    |                                                 |                                     |
| 1952     | «Труд» (м. Дніпропетровськ)                                    |                                                 |                                     |
| 1953     | «Хімік-ЗШУ» (м. Дніпродзержинськ)                              |                                                 |                                     |
| 1954     | «Хімік-ЗШУ» (м. Дніпродзержинськ)                              |                                                 |                                     |
| 1955     | «РУ ім. К. Лібкнехта» (м. Кривий Ріг)                          |                                                 |                                     |
| 1956     |                                                                |                                                 |                                     |
| 1957     | «Авангард» (с. Терни)                                          | «Металург» (м. Орджонікідзе)                    | «Авангард» (м. Жовті Води)          |
| 1958 (в) | «Авангард» (м. Жовті Води)                                     | «Авангард» (м. Орджонікідзе)                    |                                     |
| 1958 (о) | «Авангард» (м. Жовті Води)                                     | РУ ім. Дзержинського (м. Кривий Ріг)            |                                     |
| 1959     | «БКХЗ» (м. Дніпродзержинськ)                                   |                                                 | «Авангард» (м. Орджонікідзе)        |
| 1960     | «Металург» (м. Нікополь)                                       | «Авангард» (м. Орджонікідзе)                    |                                     |
| 1961     | «Трубник» (м. Нікополь)                                        | «Шахтар» (м. Павлоград)                         | «Авангард» (м. Дніпропетровськ)     |
| 1962     | «Авангард» (м. Дніпропетровськ)                                | «Авангард» (м. Орджонікідзе)                    |                                     |
| 1963     | «Авангард» (м. Орджонікідзе)                                   | «Метеор» (м. Дніпропетровськ)                   | «ЦГЗК» (м. Кривий Ріг)              |
| 1964     |                                                                | «Авангард» (м. Орджонікідзе)                    |                                     |
| 1965     | «Авангард» (м. Терни)                                          | «Авангард» (м. Орджонікідзе)                    | «Авангард» (м. Вільногірськ)        |
| 1966     | «Метеор» (м. Дніпропетровськ)                                  | «Авангард» (м. Вільногірськ)                    |                                     |
| 1967     | «Авангард» (м. Вільногірськ)                                   | «Шахтар» (м. Марганець)                         | «Авангард» (м. Терни)               |
| 1968     | «Авангард» (м. Вільногірськ)                                   | «Сталь — З-д К. Лібкнехта» (м. Дніпропетровськ) | «Авангард» (м. Орджонікідзе)        |
| 1969     | «Авангард» (м. Орджонікідзе)                                   | «ПГЗК» (м. Кривий Ріг)                          | «КЦРЗ» (м. Кривий Ріг)              |
| 1970     | «Авангард» (м. Кривий Ріг)                                     | ЗКЛ (м. Дніпропетровськ)                        | «Вихор» (м. Дніпропетровськ)        |
| 1971     | «Авангард» (м. Вільногірськ)                                   |                                                 | «Авангард» (м. Орджонікідзе)        |
| 1972     | «Сільгосптехніка» (м. Нікополь)                                | ЗКЛ (м. Дніпропетровськ)                        | «Авангард» (м. Орджонікідзе)        |
| 1973     | «Авангард» (м. Вільногірськ)                                   | «Авангард» (м. Кривий Ріг)                      | ЗКЛ (м. Дніпропетровськ)            |
| 1974     | «Вихор» (м. Дніпропетровськ)                                   | ЗКЛ (м. Дніпропетровськ)                        | «Авангард» (м. Вільногірськ)        |
| 1975     | «Колос» (м. Нікополь)                                          | «Титан» (м. Вільногірськ)                       | ЗКЛ (м. Дніпропетровськ)            |
| 1976     | «З-д К. Лібкнехта» (м. Дніпропетровськ)                        | «Прес» (м. Дніпропетровськ)                     | «Металург» (м. Дніпродзержинськ)    |
| 1977     | «Титан» (м. Вільногірськ)                                      | «Вихор» (м. Дніпропетровськ)                    | «Трубник» (м. Нікополь)             |
| 1978     | «Металург» (м. Дніпродзержинськ)                               |                                                 | «Авангард» (м. Жовті Води)          |
| 1979     | «Вихор» (м. Дніпропетровськ)                                   | «Трубник» (м. Нікополь)                         | «Сталь» (м. Дніпропетровськ)        |
| 1980     | «Вихор» (м. Дніпропетровськ)                                   | «Трубник» (м. Нікополь)                         | «Авангард» (м. Жовті Води)          |
| 1981     | «Вихор» (м. Дніпропетровськ)                                   | «Авангард» (м. Орджонікідзе)                    | «Титан» (м. Вільногірськ)           |
| 1982     | «Гірник» (м. Павлоград)                                        | «Титан» (м. Вільногірськ)                       | «Вихор» (м. Дніпропетровськ)        |
| 1983     | «Метал» (м. Дніпропетровськ)                                   | «Вихор» (м. Дніпропетровськ)                    | «Авангард» (м. Орджонікідзе)        |
| 1984     | «Титан» (м. Вільногірськ)                                      |                                                 |                                     |
| 1985     | «Авангард» (м. Орджонікідзе)                                   | «ІнГЗК» (м. Інгулець)                           | «Радист» (м. Дніпродзержинськ)      |
| 1986     | «Гірник» (м. Павлоград)                                        | «Титан» (м. Вільногірськ)                       | «ІнГЗК» (м. Інгулець)               |
| 1987     | «Метал» (м. Дніпропетровськ)                                   | «Титан» (м. Вільногірськ)                       | «ПівнГЗК» (м. Кривий Ріг)           |
| 1988     | «Металург» (м. Дніпродзержинськ)                               | «Метал» (м. Дніпропетровськ)                    | «Металург» (м. Новомосковськ)       |
| 1989     | «Авангард» (м. Жовті Води)                                     | «Авангард» (м. Орджонікідзе)                    | «Металург» (м. Новомосковськ)       |
| 1990     | «Металург» (м. Кривий Ріг)                                     | «Металург» (м. Новомосковськ)                   | «Дніпро-2» (м. Дніпропетровськ)     |
| 1991     | «Прес» (м. Дніпропетровськ)                                    | «СКА» (м. Новомосковськ)                        | «Металург» (м. Новомосковськ)       |
| 1992     | «Металург» (м. Дніпродзержинськ)                               | «Металург» (м. Новомосковськ)                   | «Будівельник» (м. Кривий Ріг)       |
| 1992/93  | «Металург» (м. Новомосковськ)                                  | «Славутич» (м. Кривий Ріг)                      | «Авангард» (м. Орджонікідзе)        |
| 1993/94  | «Металург» (м. Кривий Ріг)                                     | «ІНКО» (м. Кривий Ріг)                          | «Дніпро-2» (м. Дніпропетровськ)     |
| 1994/95  | «Дніпро-2» (м. Дніпропетровськ)                                | «Гірник» (м. Павлоград)                         | «Титан» (м. Вільногірськ)           |
| 1995     | «Будівельник» (м. Кривий Ріг)                                  | «Ера» (м. Нікополь)                             | «Гірник» (м. Павлоград)             |
| 1996     | «Дружба» (смт Магдалинівка)                                    | «Обрій» (м. Нікополь)                           | «Будівельник» (м. Кривий Ріг)       |
| 1997     | «Агровест» (с. Новоолександрівка)                              | «Шахтар» (м. Марганець)                         | «Метал» (м. Дніпропетровськ)        |
| 1998     | «Метал» (м. Дніпропетровськ)                                   | «Шахтар» (м. Марганець)                         | «Газовик» (м. Перещепине)           |
| 1999     | «Метал» (м. Дніпропетровськ)                                   | «Сталь» (м. Дніпродзержинськ)                   | «Дружба» (смт Магдалинівка)         |
| 2000     | «Метал» (м. Дніпропетровськ)                                   | «Оріон» (м. Новомосковськ)                      | «Сталь» (м. Дніпродзержинськ)       |
| 2001     | «Батьківщина» (м. Кривий Ріг)                                  | «Метал» (м. Дніпропетровськ)                    | «СІЛКО» (м. Верхньодніпровськ)      |
| 2002     | «Батьківщина» (м. Кривий Ріг)                                  | «Таврія» (смт Новомиколаївка)                   | «СІЛКО» (м. Верхньодніпровськ)      |
| 2003     | «ПК Дніпровський» (м. Нікополь)                                | «Колос» (с. Чкалове)                            | «Авангард» (м. Орджонікідзе)        |
| 2004     | «Колос» (с. Чкалове)                                           | «ПК Дніпровський» (м. Нікополь)                 | «Авангард» (м. Орджонікідзе)        |
| 2005     | «Колос» (с. Чкалове)                                           | «Авангард» (м. Орджонікідзе)                    | «Юлія» (м. Першотравенськ)          |
| 2006     | «Колос» (с. Чкалове)                                           | «Аглофабрика» (м. Кривий Ріг)                   | «Електрометалург-НЗФ» (м. Нікополь) |
| 2007     | «Атлант» (м. Кривий Ріг)                                       | «Електрометалург-НЗФ» (м. Нікополь)             | «Аглофабрика» (м. Кривий Ріг)       |
| 2008     | «Авіо» (м. Дніпропетровськ)                                    | «Електрометалург-НЗФ» (м. Нікополь)             | «Атлант» (м. Кривий Ріг)            |
| 2009     | «Факел» (смт Петриківка)                                       | «Електрометалург-НЗФ» (м. Нікополь)             | ФК «Нікополь» (м. Нікополь)         |
| 2010     | «Колос» (с. Чкалове)                                           | «Штурм» (с. Партизанське)                       | «Факел» (смт Петриківка)            |
| 2011     | «Колос» (с. Чкалове)                                           | «Міттал» (м. Кривий Ріг)                        | «Шахтар» (м. Марганець)             |
| 2012     | «Колос» (с. Чкалове)                                           | «Міттал» (м. Кривий Ріг)                        | «Авангард» (м. Орджонікідзе)        |
| 2013     | «УВД» (м. Дніпропетровськ)                                     | «Олімпік» (смт Петриківка)                      | ФК «Нікополь» (м. Нікополь)         |
| 2014     | «ВПК-Агро» (смт Магдалинівка)                                  | «Олімпік» (смт Петриківка)                      | «УВД» (м. Дніпропетровськ)          |
| 2015     | ФК «Лозуватка» (с. Лозуватка)                                  | «ВПК-Агро» (смт Магдалинівка)                   | «Скорук» (смт Томаківка)            |
| 2016     | «ВПК-Агро» (смт Магдалинівка)                                  | «Дружба» (м. Кривий Ріг)                        | «Скорук» (смт Томаківка)            |
| 2017     | ФК «Кривий Ріг» (м. Кривий Ріг)                                | «ВПК-Агро» (смт Магдалинівка)                   | ФК «Петриківка» (смт Петриківка)    |
| 2018     | «ВПК-Агро» (смт Магдалинівка)                                  | «Скорук» (смт Томаківка)                        | ФК «Лозуватка» (с. Лозуватка)       |
| 2019     | «Скорук» (смт Томаківка)                                       | «Артіум» (м. Павлоград)                         | «Дружба» (м. Кривий Ріг)            |
| 2020/21  | «Скорук» (смт Томаківка)                                       | «Дружба» (м. Кривий Ріг)                        | «Авангард» (м. Покров)              |
| 2021/22  |                                                                |                                                 |                                     |
| 2022/23  |                                                                |                                                 |                                     |
| 2023/24  |                                                                |                                                 |                                     |
| 2024/25  |                                                                |                                                 |                                     |